# 世にも奇妙な物語 秋の特別編 (2022年)
『世にも奇妙な物語 秋の特別編』（よにもきみょうなものがたり あきのとくべつへん）は、2022年11月12日にフジテレビ系「土曜プレミアム」枠で放送された『世にも奇妙な物語』の特別編。

## 元カレと三角関係

### あらすじ
- 番組公式サイトを参照。

### 出演者
- ミカ - 土屋太鳳[1]
- アキラ - 上杉柊平[1]
- ジュン - 木村昴[1]（病床：星河（にんげんっていいな））
- 男性 - 岡雅史
- 受付係 - 石川紗世、名越佳代
- 医師 - 西中ひさあき

### スタッフ
- 原作 - Ququ「元カレと三角関係」（KADOKAWA刊『死んだ彼氏の脳味噌の話』より）[1]
- 脚本 - いながわ亜美[1]
- 演出 - 水戸祐介[1]

## わが様

### あらすじ
- 番組公式サイトを参照。

### 出演者
- 友枝秋斗 - 沢村一樹[2]
- 友枝真美 - 荻野友里[2]
- 友枝隼斗 - 山田暖絆[2]
- 友枝有希子 - 亀岡園子（27歳：岸茉莉、6歳：原月穂）
- 友枝勝 - 三田村賢二
- 友枝藍子 - 荻野みかん
- わが様 - 佐藤遙灯[2]
- 部下 - 鳥居功太郎、重徳宏
- 秋斗の父 - 磯崎義知
- 配達員 - 小松勇司
- 公園の父親 - 河野安郎
- 公園の子供 - 佐藤大河

### スタッフ
- 脚本 - 保木本佳子
- 演出 - 河野圭太

## コンシェルジュ

### あらすじ
- 番組公式サイトを参照。

### 出演者
- 松久保真希 - 観月ありさ[3]
- 大神マサテル - 金子ノブアキ[3]
- 根岸美代子 - 池谷のぶえ[4]
- 松久保七海 - 落井実結子[4]
- 監督 - 三溝浩二
- 管理人 - 小野ゆたか
- 司会者 - 城野マサト
- AD - 青木優斗
- 女優 - 山内ともな
- 佐伯博史 - 若林秀敏
- ニュースの声 - 斉藤舞子

### スタッフ
- 脚本 - 金子洋介
- 演出 - 松木創

## ちょっと待った!

### あらすじ
- 番組公式サイトを参照。

### 出演者
- 広川悟（ひろかわ さとる） - 渡辺翔太（Snow Man）[5]
- 澤田里奈 - 高田里穂[5]
- 浜中俊文 - 政修二郎
- 男 - 小野翔平
- 女 - 永瀬未留
- 奥田啓太
- 竹田茂生
- 中川あきら
- 加藤祐里
- 松浦衣里
- 羊華

### スタッフ
- 脚本 - 赤松新
- 演出 - 植田泰史

## ストーリーテラー

### 出演者
- コンシェルジュ - フローラン・ダバディ
- ピグマリオン - Christophe D
- 女 - Dayana
- インタビュアー - 松村未央

### スタッフ
- 脚本 - 荒木哉仁
- 演出 - 植田泰史